# Пелехов, Владимир Иванович
Владимир Иванович Пелехов (11.04.1923 — 13.04.2014) — российский физик, лауреат Государственной премии СССР (1969).
Родился 11.04.1923 в Краснодаре.
В 1941—1946 гг. на военной службе:
- с 1941 г. курсант военно-топографической школы Забайкальского округа.
- 1942—1943 красноармеец 180-го стрелкового полка 310-й стрелковой дивизии.
- 1943—1944 слушатель краткосрочных курсов переводчиков при военном институте иностранных языков Красной Армии.
- декабрь 1944 г. военный переводчик парашютно-десантной батальона 6 гвардейской воздушно-десантной бригады.
- январь 1945—1946 военный переводчик 322 гвардейского стрелкового полка 103 гвардейской стрелковой дивизии 9 гвардейской армии 3 Украинского фронта.

Награждён орденами Красной Звезды (1945), Отечественной войны II степени (06.04.1985), медалью «За победу над Германией в Великой Отечественной войне 1941—1945 гг.».
В 1946—1951 гг. студент физического факультета МГУ.
С 1952 г. в ИАЭ (до 1954 г. полевая почта 276, объект Б, МВД СССР — первая в мире атомная электростанция, Обнинск, Калужская область): старший лаборант, младший научный сотрудник, старший научный сотрудник.
Автор 37 печатных работ.
Сочинения:
- Грошев Л. В., Демидов А. М., Луценко В. Н., Пелехов В. И. Спектры γ-лучей радиационного захвата нейтронов для четно-четных излучающих ядер с вращательными уровнями // Атомная энергия. Том 4, вып. 1. — 1958. — С. 5—21.
- Л. В. Грошев, А. М. Демидов, В. А. Иванов, В. Н. Луценко, В. И. Пелехов, «Энергетические уровни Gd156 и Gd158», Докл. АН СССР, 141:1 (1961), 59-62

Кандидат физико-математических наук (1963).
Лауреат Государственной премии СССР (1969) — за участие в открытии и исследовании эффекта возникновения сильных магнитных полей (за участие в цикле исследований спектра излучений, возникающих при захвате тепловых нейтронов ядрами).